# Spoorlijn Sainte-Pazanne - Pornic
De spoorlijn Sainte-Pazanne - Pornic is een Franse spoorlijn van Sainte-Pazanne naar Pornic. De lijn is 29,3 km lang en heeft als lijnnummer 536 000.

## Geschiedenis
De lijn werd geopend door de Compagnie des chemins de fer nantais op 11 september 1875. 

## Treindiensten
De SNCF verzorgt het personenvervoer op dit traject met TER-treinen.
| Serie | Treinsoort | Route                                                 | Bijzonderheden |
| ----- | ---------- | ----------------------------------------------------- | -------------- |
| C 10  | TER (SNCF) | Nantes – Rezé-Pont-Rousseau – Sainte-Pazanne – Pornic |                |

## Aansluitingen
In de volgende plaatsen is of was er een aansluiting op de volgende spoorlijnen:
Sainte-Pazanne
RFN 534 000, spoorlijn tussen Nantes-État en La Roche-sur-Yon via Sainte-Pazanne
Saint-Hilaire-de-Chaléons
RFN 537 000, spoorlijn tussen Saint-Hilaire-de-Chaléons en Paimbœuf